# Шинглхаус (Пенсилванија)
Шинглхаус (енгл. Shinglehouse) град је у америчкој савезној држави Пенсилванија.

## Демографија
По попису из 2010. године број становника је 1.127, што је 123 (-9,8%) становника мање него 2000. године.
| Група             | 2000.         | 2010.         |
| Белци             | 1.223 (97,8%) | 1.103 (97,9%) |
| Афроамериканци    | 0 (0,0%)      | 0 (0,0%)      |
| Азијати           | 1 (0,1%)      | 3 (0,3%)      |
| Хиспаноамериканци | 10 (0,8%)     | 11 (1,0%)     |
| Укупно            | 1.250         | 1.127         |